# Nati nel 1989/Settembre
| Questa pagina contiene informazioni ricavate automaticamente dalle voci biografiche con l'ausilio del template Bio e di un bot. L'aggiornamento è periodico e automatico e ricostruisce completamente la pagina. Se manca una persona in questa lista, sei pregato di non aggiungerla, ma accertati piuttosto che la sua voce biografica contenga il template Bio e che i dati anagrafici siano correttamente compilati. Se il template Bio manca, inseriscilo tu stesso o, in alternativa, metti l'avviso {{tmp\|Bio}} che ne segnala la mancanza. Se i dati riportati sono sbagliati, correggi direttamente la voce biografica; le modifiche saranno visibili in questa lista entro pochi giorni. Per chiarimenti vedi il progetto biografie. La lista contiene solo le 519 persone che sono citate nell'enciclopedia e per le quali è stato implementato correttamente il template Bio. Pagina aggiornata al 10 ago 2025. |

- 1º settembre - Rahid Əmirquliyev, calciatore azero
- 1º settembre - Hannah Emily Anderson, attrice canadese
- 1º settembre - Ivan Castrogiovanni, giocatore di calcio a 5 italiano
- 1º settembre - Pablo Cortizo, calciatore argentino
- 1º settembre - Max Franz, sciatore alpino austriaco
- 1º settembre - Albin Granlund, calciatore finlandese
- 1º settembre - Cosmo Jarvis, cantautore, polistrumentista e attore britannico
- 1º settembre - Artur Rimovič Jusupov, ex calciatore russo
- 1º settembre - Bill Kaulitz, cantante tedesco
- 1º settembre - Li Jinzhe, lunghista cinese
- 1º settembre - Lisandro López, calciatore argentino
- 1º settembre - Jefferson Montero, calciatore ecuadoriano
- 1º settembre - Shahrad Nasajpour, atleta paralimpico iraniano
- 1º settembre - Gustav Nyquist, hockeista su ghiaccio svedese
- 1º settembre - Jacopo Sarno, attore e cantante italiano
- 1º settembre - Kelsey Serwa, ex sciatrice alpina e sciatrice freestyle canadese
- 1º settembre - Lea Sirk, cantante slovena
- 1º settembre - Jānis Strēlnieks, cestista lettone
- 1º settembre - Daniel Sturridge, ex calciatore inglese
- 1º settembre - Teodor Todorov, pallavolista bulgaro
- 1º settembre - Lucas Tramèr, canottiere svizzero
- 1º settembre - Luís Henrique da Silva, artista marziale misto brasiliano
- 2 settembre - Sergio Escudero, calciatore spagnolo
- 2 settembre - Davide Garruti, ex cestista svizzero
- 2 settembre - Matilde Gioli, attrice italiana
- 2 settembre - Ronela Hajati, cantante albanese
- 2 settembre - Richard Kilty, ex velocista britannico
- 2 settembre - Vasilij Kondratenko, bobbista e ex velocista russo
- 2 settembre - Adam Kszczot, ex mezzofondista polacco
- 2 settembre - Gabriel Machado, ex calciatore brasiliano
- 2 settembre - Andy May, ex calciatore lussemburghese
- 2 settembre - Godwin Mensha, calciatore nigeriano
- 2 settembre - Marcus Morris, cestista statunitense
- 2 settembre - Valentin Novikov, ex cestista russo
- 2 settembre - Robert Odongkara, calciatore ugandese
- 2 settembre - Alexandre Pato, ex calciatore brasiliano
- 2 settembre - Anthony Raffa, allenatore di pallacanestro e cestista statunitense
- 2 settembre - Paolo Rotondo, cestista italiano
- 2 settembre - Matteo Urzia, attore italiano
- 2 settembre - Zedd, disc jockey, produttore discografico e musicista russo
- 3 settembre - Christian Bommelund Christensen, giocatore di calcio a 5 e calciatore danese
- 3 settembre - Jang Hyun-seung, cantante e attore sudcoreano
- 3 settembre - Gusttavo Lima, cantante, musicista e compositore brasiliano
- 3 settembre - Francesco Lisi, calciatore italiano
- 3 settembre - Koen Naert, maratoneta e mezzofondista belga
- 3 settembre - Stephanie Niemer, pallavolista e allenatrice di pallavolo statunitense
- 3 settembre - Martina Pinto, attrice italiana
- 3 settembre - Amiran Sanaia, ex calciatore georgiano
- 3 settembre - Francisco Wagsley, allenatore di calcio e ex calciatore brasiliano
- 3 settembre - Florent Tortosa, cestista francese
- 3 settembre - Stojančo Velinov, calciatore macedone
- 4 settembre - Marta Bechis, pallavolista italiana
- 4 settembre - Nigel Bradham, giocatore di football americano statunitense
- 4 settembre - Jaques Conceição, cestista angolano
- 4 settembre - Barry Douglas, calciatore scozzese
- 4 settembre - Roy Eefting, pistard e ciclista su strada olandese
- 4 settembre - Toarlyn Fitzpatrick, cestista statunitense
- 4 settembre - Constantin Gângioveanu, ex calciatore rumeno
- 4 settembre - Yohann Lasimant, ex calciatore francese
- 4 settembre - Benjamin Francis Leftwich, cantautore britannico
- 4 settembre - Ricardo Cavalcante Mendes, calciatore brasiliano
- 4 settembre - Diego Martín Rodríguez, calciatore uruguaiano
- 4 settembre - Alejandro Silva, calciatore uruguaiano
- 4 settembre - Andrelton Simmons, giocatore di baseball olandese
- 4 settembre - Glenn Surgeloose, ex nuotatore belga
- 5 settembre - Ibrahim Bëjte, ex calciatore albanese
- 5 settembre - Darko Bulatović, calciatore montenegrino
- 5 settembre - Brian Conklin, cestista statunitense
- 5 settembre - Elena Delle Donne, ex cestista statunitense
- 5 settembre - Fernand Djoumessi, ex altista camerunese
- 5 settembre - Hanno Douschan, ex snowboarder austriaco
- 5 settembre - Kevin Fajardo, calciatore costaricano
- 5 settembre - Kat Graham, attrice e cantante statunitense
- 5 settembre - Oleksandr Kablaš, ex calciatore ucraino
- 5 settembre - Akiko Kono, pallavolista giapponese
- 5 settembre - Nery Leyes, calciatore argentino
- 5 settembre - Giovanni Augusto, calciatore brasiliano
- 5 settembre - Atle Pettersen, cantante norvegese
- 5 settembre - Joey Rosskopf, ex ciclista su strada statunitense
- 5 settembre - Grzegorz Sandomierski, ex calciatore polacco
- 5 settembre - Thiago Santos, calciatore brasiliano
- 5 settembre - Craig Smith, hockeista su ghiaccio statunitense
- 5 settembre - Pere Tomàs, cestista spagnolo
- 5 settembre - José Ángel Valdés, ex calciatore spagnolo
- 5 settembre - Ben Youngs, rugbista a 15 britannico
- 6 settembre - Jordan Bachynski, ex cestista canadese
- 6 settembre - Kaelin Burnett, ex giocatore di football americano statunitense
- 6 settembre - Shunsuke Chijiki, pallavolista giapponese
- 6 settembre - Hannah John-Kamen, attrice britannica
- 6 settembre - Antōnīs Katsīs, calciatore cipriota
- 6 settembre - Kim So-eun, attrice sudcoreana
- 6 settembre - Matt Lampson, ex calciatore statunitense
- 6 settembre - Aaron Moses-Garvey, ex calciatore nevisiano
- 6 settembre - Michele Savoia, attore e regista italiano
- 6 settembre - Seo Jung-jin, calciatore sudcoreano
- 6 settembre - Marat Jaqsılıqulı Äbïev, imprenditore e scrittore kazako
- 6 settembre - Jana Ščerban', pallavolista russa
- 7 settembre - Robert Blanton, giocatore di football americano statunitense
- 7 settembre - Silvia Busuioc, attrice, modella e ex ballerina moldava
- 7 settembre - David Cabrera, ex calciatore messicano
- 7 settembre - Federico Casarini, calciatore italiano
- 7 settembre - Aggelos Chanti, calciatore greco
- 7 settembre - Abdelrahman El-Trabely, lottatore egiziano († 2013)
- 7 settembre - Daniel Fabris, ex hockeista su ghiaccio italiano
- 7 settembre - Alban Lendorf, ballerino e attore danese
- 7 settembre - Jonathan Majors, attore statunitense
- 7 settembre - Xavier Malián, hockeista su pista spagnolo
- 7 settembre - Toms Mežs, ex calciatore lettone
- 7 settembre - Hugh Mitchell, attore britannico
- 7 settembre - Stanislav Mykycej, calciatore ucraino
- 7 settembre - Aaron Palushaj, hockeista su ghiaccio statunitense
- 7 settembre - Marco Santucci, pattinatore artistico a rotelle italiano
- 7 settembre - Barbara Stuffer, ex saltatrice con gli sci italiana
- 7 settembre - Wellingsson de Souza, calciatore brasiliano
- 7 settembre - Varatchaya Wongteanchai, ex tennista thailandese
- 7 settembre - Daiki Yamashita, doppiatore giapponese
- 7 settembre - Yairo Yau, calciatore panamense
- 7 settembre - Art'owr Yowspašyan, ex calciatore armeno
- 7 settembre - Reinier van Lanschot, politico olandese
- 8 settembre - Elena Aržakova, mezzofondista russa
- 8 settembre - Avicii, produttore discografico, disc jockey e compositore svedese († 2018)
- 8 settembre - Jetse Bol, ex ciclista su strada olandese
- 8 settembre - Bernard Foley, rugbista a 15 australiano
- 8 settembre - Henik Luiz de Andrade, calciatore brasiliano
- 8 settembre - Josephine Henning, ex calciatrice tedesca
- 8 settembre - A.J. Jenkins, ex giocatore di football americano statunitense
- 8 settembre - Kevin García Martínez, calciatore spagnolo
- 8 settembre - Sibusiso Khumalo, ex calciatore sudafricano
- 8 settembre - Jade Laroche, ex attrice pornografica, showgirl e disc jockey francese
- 8 settembre - Sérgio Manoel Barbosa Santos, calciatore brasiliano († 2016)
- 8 settembre - Lazar Marjanović, ex calciatore serbo
- 8 settembre - Jessica McCormack, ex cestista neozelandese
- 8 settembre - Achille Mignolo, giocatore di biliardo italiano
- 8 settembre - Esmeralda Pimentel, attrice e modella messicana
- 8 settembre - Geōrgios Sarrīs, calciatore greco
- 8 settembre - Tomoki Satō, atleta paralimpico giapponese
- 8 settembre - Maksim Šerstjuk, pentatleta russo
- 8 settembre - Domee Shi, animatrice, regista e sceneggiatrice cinese
- 8 settembre - Naoto Tsuji, cestista giapponese
- 8 settembre - Tabaré Viudez, calciatore uruguaiano
- 9 settembre - Dairis Bertāns, cestista lettone
- 9 settembre - Johnny Cecotto Jr., ex pilota automobilistico venezuelano
- 9 settembre - Alfonzo Dennard, giocatore di football americano statunitense
- 9 settembre - Issa Gouo, calciatore burkinabé
- 9 settembre - Casey Hayward, giocatore di football americano statunitense
- 9 settembre - Vilfor Hysa, calciatore albanese
- 9 settembre - Keaghan Jacobs, calciatore sudafricano
- 9 settembre - Kim In-sung, calciatore sudcoreano
- 9 settembre - Eric Kush, giocatore di football americano statunitense
- 9 settembre - Maria Laterza, cestista statunitense
- 9 settembre - Ridge Munsy, calciatore svizzero
- 9 settembre - Valeria Papa, pallavolista italiana
- 9 settembre - Eivinas Zagurskas, calciatore lituano
- 9 settembre - Overath Breitner da Silva Medina, ex calciatore venezuelano
- 10 settembre - Dominique Allen, cestista britannica
- 10 settembre - Sam Carter, rugbista a 15 australiano
- 10 settembre - Marianna Di Martino, attrice e modella italiana
- 10 settembre - Tomáš Fabián, calciatore ceco
- 10 settembre - Alexa Glatch, ex tennista statunitense
- 10 settembre - Chris Harper, giocatore di football americano statunitense
- 10 settembre - Milan Kerbr, ex calciatore ceco
- 10 settembre - Brandon Marshall, giocatore di football americano statunitense
- 10 settembre - Kelvin Martin, cestista statunitense
- 10 settembre - Vincenzo Nemolato, attore italiano
- 10 settembre - Matt Ritchie, calciatore inglese
- 10 settembre - Nathan Rooney, allenatore di calcio e dirigente sportivo inglese
- 10 settembre - Jonny Rowell, ex calciatore inglese
- 10 settembre - Giò Sada, cantautore e musicista italiano
- 10 settembre - Younousse Sankharé, calciatore francese
- 10 settembre - Seo Yong-duk, ex calciatore sudcoreano
- 10 settembre - Gylfi Sigurðsson, calciatore islandese
- 10 settembre - Cornelius Washington, giocatore di football americano statunitense
- 10 settembre - Marcos da Silva França, calciatore brasiliano
- 10 settembre - Tolga Ünlü, calciatore tedesco
- 10 settembre - Dmitrij Ščerbinin, pallavolista russo
- 11 settembre - Rafael Baca, calciatore messicano
- 11 settembre - Alessandro Celin, calciatore brasiliano
- 11 settembre - Karima Christmas, ex cestista e allenatrice di pallacanestro statunitense
- 11 settembre - Anthony Delaplace, ciclista su strada francese
- 11 settembre - Reinhard Egger, slittinista austriaco
- 11 settembre - Jamie Harper, giocatore di football americano statunitense
- 11 settembre - Fernando Hernández, pallavolista cubano
- 11 settembre - Michael McDonald, giocatore di poker canadese
- 11 settembre - Wichayanee Pearklin, cantante e attrice thailandese
- 11 settembre - Carl Pei, imprenditore svedese
- 11 settembre - Anna Polina, attrice pornografica russa
- 11 settembre - Andy Ruiz Jr., pugile statunitense
- 11 settembre - Enrique Sanz, ex ciclista su strada spagnolo
- 11 settembre - Per Saxvall, ex sciatore alpino svedese
- 11 settembre - Carmen Thalmann, ex sciatrice alpina austriaca
- 11 settembre - Dímelo Flow, musicista e produttore discografico panamense
- 11 settembre - Michael J. Willett, attore e musicista statunitense
- 12 settembre - Abraham Acevedo, judoka paraguaiano
- 12 settembre - Ron Anderson, cestista statunitense
- 12 settembre - Álvaro Cervantes, attore spagnolo
- 12 settembre - Freddie Freeman, giocatore di baseball statunitense
- 12 settembre - Mads Greve, calciatore danese
- 12 settembre - Samir Hadji, calciatore marocchino
- 12 settembre - Tom Hateley, ex calciatore inglese
- 12 settembre - Aberu Kebede, maratoneta etiope
- 12 settembre - Nina Kläy, taekwondoka svizzera
- 12 settembre - Andrew Luck, ex giocatore di football americano statunitense
- 12 settembre - Rafał Majka, ciclista su strada polacco
- 12 settembre - Brad Nortman, giocatore di football americano statunitense
- 12 settembre - Alexander Payer, snowboarder austriaco
- 12 settembre - Yoric Ravet, calciatore francese
- 12 settembre - Anja Šaranović, modella serba
- 12 settembre - Tiara Thomas, cantautrice statunitense
- 12 settembre - Natalia Valentín, pallavolista portoricana
- 13 settembre - Marvin Bakalorz, calciatore tedesco
- 13 settembre - Iván Bella, ex calciatore argentino
- 13 settembre - Martina Caironi, atleta paralimpica italiana
- 13 settembre - Luciano Castán, calciatore brasiliano
- 13 settembre - Freek Heerkens, ex calciatore olandese
- 13 settembre - Charles Mitchell, giocatore di football americano statunitense
- 13 settembre - Thomas Müller, calciatore tedesco
- 13 settembre - William Owusu, calciatore ghanese
- 13 settembre - Antonio Santoro, ex ciclista su strada italiano
- 13 settembre - Daniel Vujasinović, cestista sloveno
- 14 settembre - Jessica Brown Findlay, attrice britannica
- 14 settembre - Jimmy Butler, cestista statunitense
- 14 settembre - Vini Dantas, ex calciatore brasiliano
- 14 settembre - Marcus Ellis, giocatore di badminton britannico
- 14 settembre - Kazumi Evans, attrice, doppiatrice e cantante canadese
- 14 settembre - Mohamed Farouk, calciatore egiziano
- 14 settembre - Dyego Sousa, calciatore brasiliano
- 14 settembre - Tony Finau, golfista statunitense
- 14 settembre - Eleonora Giorgi, marciatrice italiana
- 14 settembre - Logan Henderson, attore, cantante e ballerino statunitense
- 14 settembre - Ivan Ivanović, calciatore montenegrino
- 14 settembre - Jesse James, attore statunitense
- 14 settembre - Alex Killorn, hockeista su ghiaccio canadese
- 14 settembre - Lee Jong-suk, attore e modello sudcoreano
- 14 settembre - Frank Matano, youtuber, comico e attore italiano
- 14 settembre - Oier Olazábal, calciatore spagnolo
- 14 settembre - David Ramadingaye, calciatore finlandese
- 14 settembre - Enrique Ramos, cestista cubano
- 14 settembre - Ryan Rossiter, cestista statunitense
- 14 settembre - Jonathon Simmons, cestista statunitense
- 15 settembre - Salah Abdeslam, terrorista francese
- 15 settembre - Saliou Ciss, calciatore senegalese
- 15 settembre - Daniel Amorim, calciatore brasiliano
- 15 settembre - Dilly Duka, ex calciatore statunitense
- 15 settembre - Khalid Eisa, calciatore emiratino
- 15 settembre - Julian Gamble, cestista statunitense
- 15 settembre - Alex Gellert, ex hockeista su ghiaccio canadese
- 15 settembre - Jayson Granger, cestista uruguaiano
- 15 settembre - Eric Hagg, giocatore di football americano statunitense
- 15 settembre - Ilia Londaridze, cestista georgiano
- 15 settembre - Diego Nadaya, ex calciatore argentino
- 15 settembre - Steliana Nistor, ex ginnasta romena
- 15 settembre - Tomoki Nojiri, pilota automobilistico giapponese
- 15 settembre - Hugh Robertson, ex cestista statunitense
- 15 settembre - Dejan Sorgić, calciatore serbo
- 15 settembre - Yasniel Toledo, pugile cubano
- 15 settembre - Rodolfo Vilchis, ex calciatore messicano
- 15 settembre - Zarck Visser, lunghista sudafricano
- 15 settembre - Slobodan Vuk, calciatore sloveno
- 15 settembre - Archie Watkins, calciatore figiano
- 15 settembre - Stephanie Willemse, modella scozzese
- 15 settembre - Darrell Williams, ex cestista statunitense
- 15 settembre - Il'nur Zakarin, ex ciclista su strada russo
- 15 settembre - Henrique Dourado, calciatore brasiliano
- 15 settembre - Nihat Şahin, calciatore turco
- 16 settembre - Thomas Aloyseous, giocatore di calcio a 5 e calciatore norvegese
- 16 settembre - Takuya Aoki, ex calciatore giapponese
- 16 settembre - Valentina Carretta, ex ciclista su strada italiana
- 16 settembre - Bailey De Young, attrice e ballerina statunitense
- 16 settembre - Geoffrey Doumayrou, ex rugbista a 15 francese
- 16 settembre - Braden Holtby, hockeista su ghiaccio canadese
- 16 settembre - Marco Höger, calciatore tedesco
- 16 settembre - Samuel Kaloros, calciatore vanuatuano
- 16 settembre - Thabang Monare, calciatore sudafricano
- 16 settembre - Renê Júnior, ex calciatore brasiliano
- 16 settembre - Salomón Rondón, calciatore venezuelano
- 16 settembre - Song Boxuan, calciatore cinese
- 16 settembre - Jorge Villafaña, ex calciatore statunitense
- 16 settembre - Barbara Wirth, ex sciatrice alpina tedesca
- 17 settembre - Tim Abromaitis, cestista statunitense
- 17 settembre - Olivier Boumal, calciatore camerunese
- 17 settembre - Danielle Brooks, attrice e cantante statunitense
- 17 settembre - Franco Canever, calciatore argentino
- 17 settembre - Ilaria Debertolis, fondista italiana
- 17 settembre - Pavel Dreksa, calciatore ceco
- 17 settembre - Ciara Horne, ex pistard e ciclista su strada britannica
- 17 settembre - Aleksandar Kapisoda, calciatore croato
- 17 settembre - Rudy Molard, ciclista su strada francese
- 17 settembre - Peter O'Mahony, rugbista a 15 irlandese
- 17 settembre - Michael Rabušic, calciatore ceco
- 17 settembre - Lisa Roman, canottiera canadese
- 18 settembre - Tajay Ashmeade, ex cestista giamaicana
- 18 settembre - Sven Breidenbach, giocatore di football americano tedesco
- 18 settembre - Edoardo Ciabattini, pallavolista italiano
- 18 settembre - Chris Eubank Jr., pugile britannico
- 18 settembre - Cordy Glenn, giocatore di football americano statunitense
- 18 settembre - Serge Ibaka, cestista della Repubblica del Congo
- 18 settembre - Edwin Jackson, cestista francese
- 18 settembre - Elliot Käck, ex calciatore svedese
- 18 settembre - Mateusz Kostrzewski, cestista polacco
- 18 settembre - Oleksij Koval'čuk, giocatore di poker ucraino
- 18 settembre - Lee Joo-bin, attrice sudcoreana
- 18 settembre - Ashwini Ponnappa, giocatrice di badminton indiana
- 18 settembre - Gino Rea, pilota motociclistico britannico
- 18 settembre - Jane Ross, calciatrice scozzese
- 18 settembre - Terrance Williams, giocatore di football americano statunitense
- 18 settembre - Takuo Ōkubo, calciatore giapponese
- 19 settembre - Harold Alas, calciatore salvadoregno
- 19 settembre - Jacopo Costantini, attore italiano
- 19 settembre - Mohamed Coulibaly, ex nuotatore maliano
- 19 settembre - Federico Cristóforo, calciatore uruguaiano
- 19 settembre - Koffi Dan Kowa, ex calciatore ghanese
- 19 settembre - Jason DeRocco, pallavolista canadese
- 19 settembre - Victoria Dunlap, ex cestista statunitense
- 19 settembre - Daniel Ekedo, calciatore nigeriano
- 19 settembre - Tyreke Evans, cestista statunitense
- 19 settembre - Lorenza Izzo, attrice e modella cilena
- 19 settembre - Li Dan, ginnasta cinese
- 19 settembre - Nimali Liyanarachchi, mezzofondista cingalese
- 19 settembre - Valdiléia Martins, altista brasiliana
- 19 settembre - Chloé Mortaud, modella francese
- 19 settembre - Andrés Javier Mosquera, ex calciatore colombiano
- 19 settembre - Volkan Oezdemir, artista marziale misto svizzero
- 19 settembre - Gonzalo Ramos, attore spagnolo
- 19 settembre - Low Kidd, produttore discografico italiano
- 19 settembre - George Springer, giocatore di baseball statunitense
- 19 settembre - Elisa Templari, cestista italiana
- 19 settembre - Gustavo Toledo, ex calciatore argentino
- 20 settembre - Alfredo Balloni, ex ciclista su strada italiano
- 20 settembre - Aida Bauzá, ex pallavolista portoricana
- 20 settembre - Thomas Bergmann, calciatore austriaco
- 20 settembre - Madalena Félix, ex cestista angolana
- 20 settembre - Stefano Gentile, cestista italiano
- 20 settembre - Tiffany Hayes, cestista statunitense
- 20 settembre - Malachi Kirby, attore britannico
- 20 settembre - Paula Klamburg, sincronetta spagnola
- 20 settembre - Andrej Martin, tennista slovacco
- 20 settembre - Ethan Page, wrestler canadese
- 20 settembre - Isaiah Philmore, cestista statunitense
- 20 settembre - Martín Sebastián Rodríguez, calciatore uruguaiano
- 20 settembre - Pietro Roman, cavaliere italiano
- 20 settembre - Joe Smith Jr., pugile statunitense
- 20 settembre - Ysis Sonkeng, calciatrice camerunese
- 20 settembre - Hannes Stofner, hockeista su ghiaccio italiano
- 20 settembre - Saša Tomanović, calciatore serbo
- 20 settembre - EJ Woods, giocatore di football americano statunitense
- 21 settembre - Philip Barreiro, lottatore canadese
- 21 settembre - Thomas Barreiro, lottatore canadese
- 21 settembre - Eleonora Buiatti, ex calciatrice italiana
- 21 settembre - Jason Derulo, cantautore e ballerino statunitense
- 21 settembre - Anisleidy Galindo, cestista cubana
- 21 settembre - Manny Harris, cestista statunitense
- 21 settembre - Michael Harvey, taekwondoka britannico
- 21 settembre - Jaiquawn Jarrett, giocatore di football americano statunitense
- 21 settembre - Ousmane Kanté, calciatore francese
- 21 settembre - Daniel Keita-Ruel, calciatore francese
- 21 settembre - Wendell Lewis, cestista statunitense
- 21 settembre - Bruno Márquez, ex giocatore di football americano messicano
- 21 settembre - Altankhuyagiin Mörön, calciatore mongolo
- 21 settembre - Svetlana Romašina, sincronetta russa
- 21 settembre - Ivy Shao, attrice e cantante taiwanese
- 21 settembre - Fabian Thülig, ex cestista tedesco
- 21 settembre - Małgorzata Wojtyra, ex pistard polacca
- 22 settembre - Corey Anderson, artista marziale misto statunitense
- 22 settembre - Darko Balaban, cestista serbo
- 22 settembre - Audrey Cordon-Ragot, ex ciclista su strada francese
- 22 settembre - Buba Corelli, rapper e produttore discografico bosniaco
- 22 settembre - Spas Delev, calciatore bulgaro
- 22 settembre - Tandon Doss, giocatore di football americano statunitense
- 22 settembre - Sofía Espinosa, attrice messicana
- 22 settembre - Matteo Iachino, velista italiano
- 22 settembre - Kim Hyo-yeon, cantante e attrice sudcoreana
- 22 settembre - Sabine Lisicki, tennista tedesca
- 22 settembre - Cœur de Pirate, cantautrice e pianista canadese
- 22 settembre - Benjamin Pranter, ex calciatore austriaco
- 22 settembre - Jürgen Prutsch, ex calciatore austriaco
- 22 settembre - Regina Rachimova, sciatrice freestyle russa
- 22 settembre - Dina Shihabi, attrice saudita
- 22 settembre - Mariam Stepanyan, allenatrice di calcio e ex calciatrice armena
- 23 settembre - Khalid bin Hamad Al Khalifa, bahreinita
- 23 settembre - Sachi Amma, arrampicatore giapponese
- 23 settembre - A.J. Applegate, attrice pornografica statunitense
- 23 settembre - Sedat Beriša, calciatore macedone
- 23 settembre - Abreham Cherkos, mezzofondista e maratoneta etiope
- 23 settembre - Carl Brave, cantautore, rapper e produttore discografico italiano
- 23 settembre - Dani Daniels, attrice pornografica statunitense
- 23 settembre - Martin Dostál, calciatore ceco
- 23 settembre - Brandon Jennings, ex cestista statunitense
- 23 settembre - Saleh Khalifa, ex cestista emiratino
- 23 settembre - Casey Kisses, attrice pornografica statunitense
- 23 settembre - Aleksandr Lenderman, scacchista statunitense
- 23 settembre - Ben Mee, calciatore inglese
- 23 settembre - Kwamain Mitchell, cestista statunitense
- 23 settembre - Kevin Norwood, giocatore di football americano statunitense
- 23 settembre - Nate Palmer, giocatore di football americano statunitense
- 23 settembre - Mara Scherzinger, attrice tedesca
- 23 settembre - Jaimie Thibeault, pallavolista canadese
- 24 settembre - Rosamund Hanson, attrice britannica
- 24 settembre - Tor Øyvind Hovda, ex calciatore norvegese
- 24 settembre - Rebecca Johnston, hockeista su ghiaccio canadese
- 24 settembre - Marcos Knight, cestista statunitense
- 24 settembre - Elena Lana, pilota automobilistica italiana
- 24 settembre - Chris Marriott, calciatore inglese
- 24 settembre - Thècle Mbororo, calciatrice camerunese
- 24 settembre - Alberto Noguera, calciatore spagnolo
- 24 settembre - Mário Palmeira, ex calciatore portoghese
- 24 settembre - Lorenzo Pasciuti, calciatore italiano
- 24 settembre - Enrico Pezzi, calciatore italiano
- 24 settembre - Edgard Iván Rimaycuna Inga, presbitero peruviano
- 24 settembre - Daniel Stensland, ex calciatore norvegese
- 24 settembre - Pia Wurtzbach, modella e attrice filippina
- 24 settembre - Kreayshawn, rapper statunitense
- 25 settembre - Honorio Banario, artista marziale misto filippino
- 25 settembre - Ognjen Čančarević, calciatore serbo
- 25 settembre - Matteo Da Ros, cestista italiano
- 25 settembre - Chris Daukaus, artista marziale misto statunitense
- 25 settembre - Román Gastaldi, ex multiplista argentino
- 25 settembre - Jordan Gavaris, attore canadese
- 25 settembre - Danny L Harle, compositore britannico
- 25 settembre - Giorgi Janelidze, calciatore georgiano
- 25 settembre - Cuco Martina, calciatore olandese
- 25 settembre - Hanna Minenko, triplista ucraina
- 25 settembre - Arnab Mondal, calciatore indiano
- 25 settembre - Samantha Murray, pentatleta britannica
- 25 settembre - Matthew Rossiter, canottiere britannico
- 25 settembre - Aldon Smith, giocatore di football americano statunitense
- 25 settembre - Debora Vicenzotti, ex cestista italiana
- 26 settembre - Joseph Boum, calciatore camerunese († 2024)
- 26 settembre - Ciaran Clark, calciatore irlandese
- 26 settembre - James Feigen, ex nuotatore statunitense
- 26 settembre - Kieran Gibbs, ex calciatore inglese
- 26 settembre - Idrissa Gueye, calciatore senegalese
- 26 settembre - Célina Hangl, ex sciatrice alpina svizzera
- 26 settembre - Rosario Harriott, calciatore giamaicano
- 26 settembre - Radik Isaev, taekwondoka russo
- 26 settembre - Jesús Isijara, ex calciatore messicano
- 26 settembre - Jackson Samurai, giocatore di calcio a 5 brasiliano
- 26 settembre - Débora Lyra, modella brasiliana
- 26 settembre - Sara Massarelli, calciatrice italiana
- 26 settembre - César Mejía, giocatore di calcio a 5 colombiano
- 26 settembre - Kasper Povlsen, ex calciatore danese
- 26 settembre - Kendall Reyes, giocatore di football americano statunitense
- 26 settembre - Emma Rigby, attrice britannica
- 26 settembre - Julija Tkač, lottatrice ucraina
- 27 settembre - Jay Blankenau, pallavolista canadese
- 27 settembre - Nicola Boem, ex ciclista su strada italiano
- 27 settembre - Uillian Correia, calciatore brasiliano
- 27 settembre - Andrei Dan, giocatore di calcio a 5 e ex calciatore romeno
- 27 settembre - Daniel Delgadillo, nuotatore messicano
- 27 settembre - Kim Hyun-sung, calciatore sudcoreano
- 27 settembre - Jeff Locke, ex giocatore di football americano statunitense
- 27 settembre - Bernardo Long, calciatore uruguaiano
- 27 settembre - Satoe Mitsuhashi, pallavolista giapponese
- 27 settembre - Idalys Ortiz, judoka cubana
- 27 settembre - Park Tae-hwan, ex nuotatore sudcoreano
- 27 settembre - Leonardo Perez, calciatore italiano
- 27 settembre - Ariel Francisco Rodríguez, calciatore costaricano
- 27 settembre - Jeneba Tarmoh, velocista statunitense
- 27 settembre - James Vincent, calciatore inglese
- 27 settembre - Anna Wörner, sciatrice freestyle tedesca
- 27 settembre - Rumi Ōkubo, doppiatrice giapponese
- 28 settembre - Steven Adams, calciatore ghanese
- 28 settembre - Çağla Büyükakçay, tennista turca
- 28 settembre - Piotr Czerkawski, critico cinematografico e giornalista polacco
- 28 settembre - Mirela Demireva, altista bulgara
- 28 settembre - Marcus Groß, canoista tedesco
- 28 settembre - Amandine Henry, calciatrice francese
- 28 settembre - Raphael Holzdeppe, astista tedesco
- 28 settembre - Darius Johnson-Odom, cestista statunitense
- 28 settembre - Manassé Enza-Yamissi, calciatore centrafricano
- 28 settembre - Lucas Nix, giocatore di football americano statunitense
- 28 settembre - Mark Leonard Randall, calciatore inglese
- 28 settembre - Duncan Reid, cestista hongkonghese
- 28 settembre - Brandian Ross, giocatore di football americano statunitense
- 28 settembre - David Simbo, calciatore sierraleonese
- 28 settembre - Yaya Soumahoro, ex calciatore ivoriano
- 28 settembre - Arty, disc jockey, produttore discografico e musicista russo
- 28 settembre - Aleksandr Vinnik, cestista russo
- 28 settembre - Reinaldo, calciatore brasiliano
- 28 settembre - Nick von Niederhäusern, ex calciatore svizzero
- 29 settembre - Sami Al Husaini, calciatore bahreinita
- 29 settembre - Federico Ambrosio, hockeista su pista argentino
- 29 settembre - Josimar Atoche, calciatore peruviano
- 29 settembre - Khim Borey, allenatore di calcio e ex calciatore cambogiano
- 29 settembre - Adore Delano, cantante, attrice e personaggio televisivo statunitense
- 29 settembre - Lars Fuhre, calciatore norvegese
- 29 settembre - Michael Heaver, politico britannico
- 29 settembre - Huo Liang, tuffatore cinese
- 29 settembre - Jevhen Konopljanka, ex calciatore ucraino
- 29 settembre - Tanel Laanmäe, giavellottista estone
- 29 settembre - Maciej Makuszewski, calciatore polacco
- 29 settembre - Valentino Manfredonia, pugile italiano
- 29 settembre - Aaron Martin, ex calciatore inglese
- 29 settembre - Maksim Medvedev, ex calciatore azero
- 29 settembre - Laura Peel, sciatrice freestyle australiana
- 29 settembre - Andrea Poli, calciatore italiano
- 29 settembre - Yoann Rapinier, triplista francese
- 29 settembre - Christian Rasp, bobbista e ex velocista tedesco
- 29 settembre - Alex Sambucci, giocatore di baseball italiano
- 29 settembre - Tereza Voříšková, attrice ceca
- 29 settembre - Bruninho, ex calciatore brasiliano
- 29 settembre - Ivan Ćurjurić, calciatore croato
- 30 settembre - Giulio Corso, attore italiano
- 30 settembre - Driss Fettouhi, calciatore marocchino
- 30 settembre - Olsi Goçaj, ex calciatore albanese
- 30 settembre - Joel González, taekwondoka spagnolo
- 30 settembre - Fernando Guerrero, ex calciatore ecuadoriano
- 30 settembre - Marcos Gullón, ex calciatore spagnolo
- 30 settembre - Lukas Hofer, biatleta italiano
- 30 settembre - Ergys Mersini, ex calciatore albanese
- 30 settembre - Emilio Nsue, calciatore spagnolo
- 30 settembre - Pedro Pinotes, nuotatore angolano
- 30 settembre - Igor Prijić, calciatore croato
- 30 settembre - Oltion Rapa, calciatore albanese
- 30 settembre - Jules Reimerink, calciatore olandese
- 30 settembre - Jordan Taylor, cestista statunitense
- 30 settembre - Jasmine Thomas, ex cestista statunitense
- 30 settembre - André Weis, calciatore tedesco
- 30 settembre - Andrew Wooten, calciatore statunitense
- 30 settembre - Jevhen Zubejko, ex calciatore ucraino